# San Fernando (Chiapas)
San Fernando es una localidad del estado mexicano de Chiapas, cabecera del municipio homónimo. Ubicada al norte de la capital Tuxtla Gutiérrez, a unos escasos 7 km de la capital, San Fernando o la tierra del chayote como es conocido en el estado de Chiapas posee un clima húmedo y fresco característicos de la región, San Fernando es también conocida por su densa población de “aldos” a los cuales se les festeja en el carnaval cada año en el mes de febrero.

## Geografía
La localidad está ubicada en la posición 16°52′10″N 93°12′26″O / 16.86944, -93.20722, a una altitud de 912 m s. n. m.
Según la clasificación climática de Köppen, el clima corresponde al tipo Aw-tropical seco.

## Demografía
Cuenta con 11 867 habitantes lo que representa un incremento promedio de 2.1% anual en el período 2010-2020 sobre la base de los 9651 habitantes registrados en el censo anterior. Ocupa una superficie de 1.974 km², lo que determina al año 2020 una densidad de 6013 hab/km².
| Gráfica de evolución demográfica de San Fernando entre 2000 y 2020 |
|                                                                    |
| Fuente: Instituto Nacional de Estadística Geografía e Informática  |

En el año 2010 estaba clasificada como una localidad de grado alto de vulnerabilidad social.
La población de San Fernando está mayoritariamente alfabetizada (6.83% de personas analfabetas al año 2020) con un grado de escolarización en torno de los 8 años. Solo el 1.79% de la población es indígena.